# Astragalus otiporensis
Astragalus otiporensis là một loài thực vật có hoa trong họ Đậu. Loài này được Boiss. miêu tả khoa học đầu tiên.